# Маркин, Артём Эдуардович
Артём Эдуардович Маркин (6 июня 1969 года, Барнаул, РСФСР — 19 марта 2024 года, Москва) — российский дирижёр, главный дирижер Владимирского губернаторского симфонического оркестра, заслуженный артист Российской Федерации (2023).

## Биография
Родился 6 июня 1969 года в Барнауле в семье музыкантов, Эдуарда Митрофановича Маркина и Людмилы Константиновны Владимирской.
С 1971 года жил с родителями в городе Владимир, по месту работы отца. Окончил Владимирское музыкальное училище (1991).
В 1991 году уехал на стажировку в Seattle Opera (США), где участвовал в постановке цикла опер «Кольцо Нибелунга» Рихарда Вагнера.
В 1998 году с отличием окончил Российскую академию музыки имени Гнесиных в Москве, ученик профессора Владимира Семенюка. Уже в апреле того же года дебютировал как дирижёр с Ярославским академическим симфоническим оркестром.
А в 2000 году — специальный курс и аспирантуру искусств Государственной консерватории Нижнего Новгорода по специальности «оперно-симфоническое дирижирование» у народного артиста СССР профессора Арнольда Каца.
В 1998 году выступил основателем Владимирского губернаторского симфонического оркестра, который и возглавил, став самым молодым в стране главным дирижёром собственного коллектива. В 2000—2007 годах находился в регулярных творческих контактах с Академическим симфоническим оркестром Новосибирской филармонии, был приглашенным дирижёром. В 2006—2007 годах Маркин входил в состав жюри Национального конкурса пианистов в Эль Эхидо (Алмерия, Испания), выступал там как дирижёр симфонического оркестра.
В 2004 году организовал и возглавил новый коллектив — Владимирский муниципальный духовой оркестр, ставший лауреатом Всероссийских конкурсов духовых оркестров в 2004, 2006 и 2009 годов.
В феврале и марте 2008 года был участником-дирижером в проекте «Квартет роялей Александра Гиндина», проходившем в Московском Международном доме музыки (Светлановский зал) и в Московской консерватории (Большой зал). Продолжение проекта проводилось в ноябре 2009 года в Турции, два концерта прошли в Анталии и Стамбуле, а затем, в сентябре 2010 года, в Баку, в залах Азербайджанской государственной филармонии имени Муслима Магомаева.
В 2009 года возглавил Центр классической музыки Владимира, организовавший проведение музыкальных фестивалей «Новые имена в Суздале» с Денисом Мацуевым, «Лето Господне», ежегодный Областной открытый конкурс «Солист оркестра» на лучшее исполнение произведения с Владимирским Губернаторским симфоническим оркестром.
В марте 2011 года по приглашению певца Николая Носкова Артём Маркин гастролировал по Украине, в рамках гастрольного тура состоялись выступления с симфоническим оркестром театра оперы и балета города Днепропетровска, с оркестром Харьковского Государственного Академического Театра Оперы и Балета имени Н. В. Лысенко и Киевским эстрадно-симфоническим оркестром.
Был одним из организаторов Международного фестиваля «Музыкальная экспедиция», при поддержке Министерства культуры России и губернатора Владимирской области проводившегося с 2014 года и получившего признание у российских почитателей классической музыки.
Когда по инициативе администрации Владимирской области и Центра классической музыки в память уроженца Владимира, выдающегося композитора, ученого-музыковеда, педагога Сергея Танеева (1856—1915) в 2015 году был возрождён Танеевский фестиваль, Артём Маркин возглавил его художественное руководство.
В 2011 году был избран депутатом Совета народных депутатов города Владимира, находясь в должности по 2015 год занимался решением проблем сохранения исторической части города Владимира.
Имел ряд наград, в феврале 2013 года был отмечен Почётным знаком Союза журналистов России «За заслуги перед профессиональным сообществом», 24 апреля 2018 года стал лауреатом Премии ЦФО в области литературы и искусства за популяризацию классической музыки, в том числе за создание и проведение фестиваля «Музыкальная экспедиция», 9 июня 2023 года за большой вклад в развитие отечественной культуры и искусства, многолетнюю плодотворную творческую деятельность удостоен почётного звания «Заслуженный артист Российской Федерации».
Скончался в московской больнице после тяжёлой болезни (рак крови) 19 марта 2024 года. Прощание с музыкантом прошло 22 марта 2024 года в Центре классической музыки города Владимир, Симфонический оркестр, которым Артём Маркин руководил долгие годы, исполнил траурную программу. Согласно воле покойного он похоронен у храма на сельском кладбище деревни Новосёлка Нерльская в Суздальском районе Владимирской области.